# La fiera della vanità
La fiera della vanità (titolo originale: Vanity Fair: A Novel Without a Hero, talvolta tradotto come La fiera delle vanità) è un romanzo dello scrittore britannico William Makepeace Thackeray, apparso prima in venti puntate mensili tra il 1847 e il 1848, poi pubblicato come opera unica nel 1848.
La caratteristica che rende l'opera uno dei romanzi più importanti nella storia della letteratura inglese del XIX secolo è la presenza di una protagonista non più tutta virtù o vizio, ma una donna alle prese con la nuda realtà storica quotidiana, in cui vale più il buon senso che un vacuo sentimentalismo.

## Trama

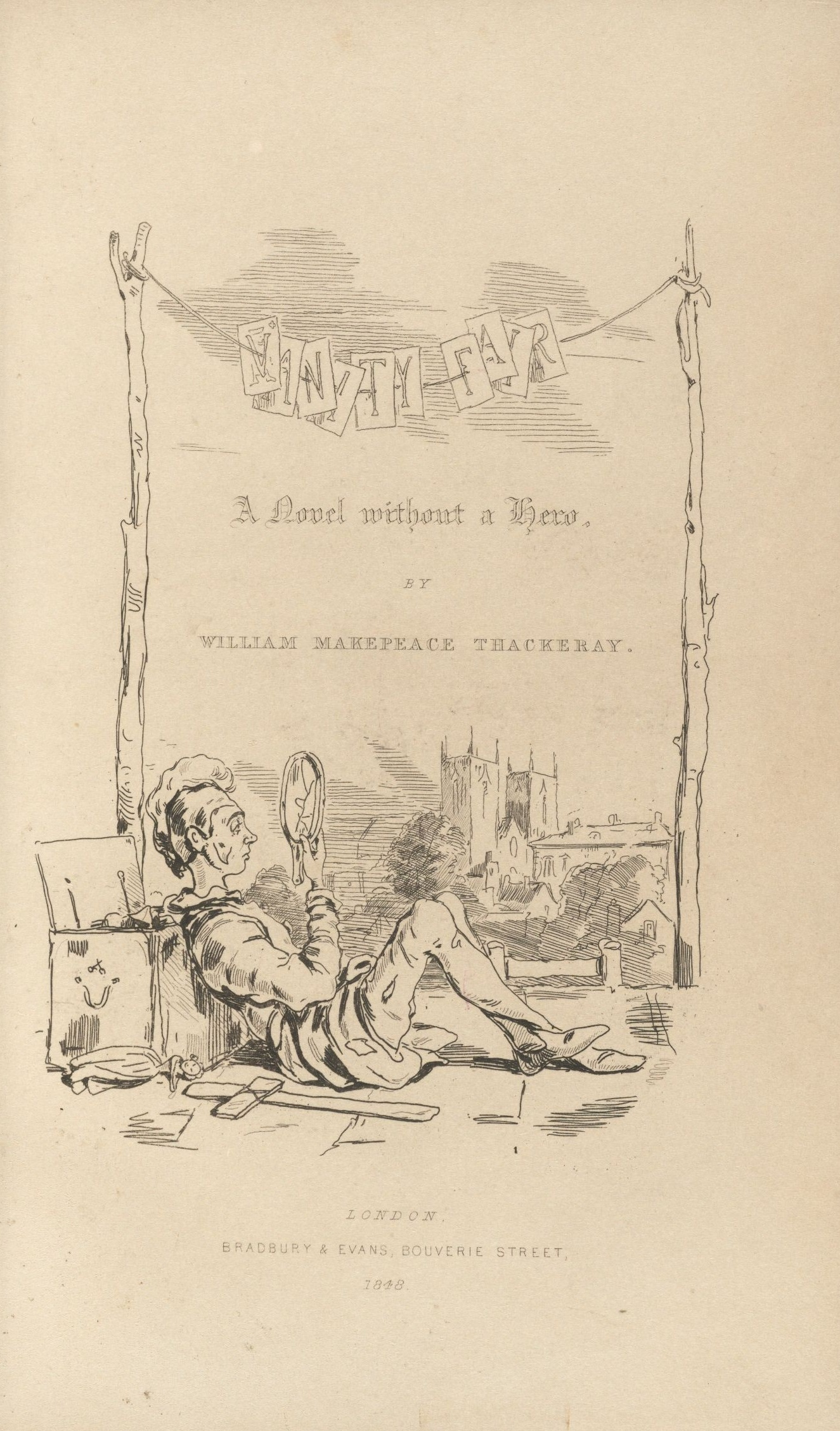
Copertina di Vanity Fair disegnata da Thackeray, autore anche delle illustrazioni per molte delle prime edizioni dell'opera

La trama del libro presenta vari personaggi, delle più alte sfere sociali come delle più basse ma due spiccano sugli altri: Rebecca (Becky) Sharp e Amelia (Emmy) Sedley. La prima è la figlia di un pittore e di un'artista di teatro francese, decisa e pronta a tutto pur di conquistarsi un posto al sole nell'aristocrazia inglese; la seconda invece è figlia di borghesi benestanti, dolce, remissiva, il cui unico interesse è sposarsi con George Osborne, il giovane a cui è stata promessa fin dalla più tenera età.

### Capitoli 1-7 Casa Sedley e la disastrosa gita a Vauxhall
La storia comincia quando le due ragazze lasciano Chiswick Mall, un famoso Istituto per Signorine, diretto dalla signorina Pinkerton. Becky si trovava lì in veste di sorvegliante delle ragazze più piccole e come insegnante di francese, perché suo padre, prima di morire, aveva implorato la signorina Pinkerton di ammetterla nel collegio quando fosse rimasta orfana. La ragazza odia quell'ambiente rigido e soffocante, in cui si sente rinchiusa, invece Amelia è dispiaciuta di dover lasciare l'Istituto, in cui si era fatta benvolere grazie al carattere dolce e accomodante. La signorina Pinkerton, dopo essersi scontrata più volte con Rebecca, decide di proporla come istitutrice a Sir Pitt Crawley per levarsela di torno e, poiché Amelia sta per ritornare in famiglia, invia la giovane ribelle come ospite a casa Sedley per alcuni giorni, prima che inizi la sua nuova vita da istitutrice.
A casa Sedley, Rebecca fa la conoscenza di Joseph, il fratello maggiore di Amelia, che è tornato da poco dall'India, dove si è ben sistemato economicamente, e decide senza indugio di conquistarlo per farsi sposare. L'uomo è grasso, con poca dimestichezza con le donne e particolarmente vanitoso. Becky, adulandolo con apprezzamenti e complimenti per il suo abbigliamento, riesce a suscitare il suo interesse ma insospettisce il vecchio Sedley, che mette subito in guardia il figlio. Un giorno Amelia, Rebecca, Joseph e George Osborne, il fidanzato di Amelia, decidono di andare a fare una scampagnata nei dintorni ma per via del maltempo alla fine si trattengono in casa. Becky ha l'opportunità di restare da sola con Joseph e ne approfitta per conquistare il cuore dell'uomo, che decide di dichiararsi ufficialmente durante la gita a Vauxhall, alla quale parteciperà anche William Dobbin, un amico di George innamorato di Amelia. Tutto sembra procedere per il meglio per Rebecca ma Joseph, dopo aver bevuto del rack punch da solo, si ubriaca e si comporta in modo ridicolo davanti a tutti. Il giorno dopo, passata la sbornia, George rimprovera a Joseph di aver avuto una condotta vergognosa nell'abusare dell'alcool, tanto che quest'ultimo decide di andarsene via senza salutare le ragazze. Rebecca, convinta che la colpa del fallimento del suo piano sia di George, se ne va da casa Sedley e si prepara a diventare l'istitutrice delle figlie di Sir Crawley.

### Capitoli 8-16 Queen's Crawley e un matrimonio inaspettato
Sir Pitt Crawley, oltre alle due figlie avute con l'ultima moglie, è padre di Pitt e Rawdon Crawley ed è un uomo molto tirchio e rozzo, nonostante provenga da una famiglia aristocratica con antenati importanti. Suo fratello, Bute Crawley, è il parroco di Queen's Crawley e i due fratelli non si sopportano. In famiglia c'è anche una sorellastra nubile, Miss Crawley, che ha ereditato una grossa fortuna, per questo tutti cercano in ogni modo di compiacerla, sebbene il suo preferito sia il nipote minore, Rawdon. Rebecca, in meno di un anno, riesce a farsi benvolere sia dal baronetto che dal figlio, mostrandosi costantemente interessata alle loro faccende, attirando così l'attenzione della famiglia del reverendo e soprattutto di sua moglie, la signora Crawley. La donna trama di spingere Rebecca tra le braccia di Rawdon e per questo finge di volerle bene e la accoglie spesso nel presbiterio. Rebecca riesce a fare breccia anche nel cuore della ricca Miss Crawley, che la trova divertente ed intelligente.
Amelia, rimasta a Londra, non riesce ad andare d'accordo con le sorelle di George, che la reputano una persona noiosa e priva di attrattive. La ragazza, in ogni caso, non ha occhi che per il suo fidanzato e gli scrive numerose e interminabili lettere d'amore, che lo mettono in imbarazzo davanti al suo reggimento. Dobbin comunque riesce a far confessare a George Osborne di voler bene ad Amelia e di essere pronto a sposarla, ma proprio quel giorno il padre della giovane subisce un tremendo dissesto finanziario e il vecchio Osborne sprona il figlio a rompere il fidanzamento e a cercarsi un partito migliore.
Miss Crawley prende con sé Rebecca e torna nella sua casa di Park Lane, suscitando così invidia e disperazione nella vecchia dama di compagnia della donna, Miss Briggs. Poco prima Rawdon si era confidato con la zia del presbiterio, dicendole di amare Rebecca, ma la donna aveva insinuato in lui il sospetto che anche Sir Pitt Crawley in persona fosse invaghito della giovane, quindi Rawdon ne chiede conto a Rebecca, che si schermisce. Un giorno, Amelia e George vanno in visita a casa Crawley e Rebecca ne approfitta per bistrattare George, ritenendolo ancora colpevole di aver sabotato "l'affare Joseph Sedley". Giunge la notizia che la seconda moglie del baronetto Sir Pitt è morta e il novello vedovo si precipita a Park Lane per chiedere a Becky di sposarlo; la ragazza allora è costretta ad ammettere di essere già sposata, anche se non rivela con chi. Rebecca non confida il suo segreto neanche a Miss Crawley, che insiste molto per sapere perché ha rifiutato la proposta di Sir Pitt. La giovane, che si è sposata in segreto con Rawdon, decide di scappare con l'uomo e di lasciare una lettera a Miss Briggs, perché in caso di malumori interceda con Miss Crawley. La zia difatti non reagisce per niente bene alla notizia anzi, si fa cogliere da un malore, e questo lascia libero spazio alla signora Bute Crawley, arrivata in visita proprio quella mattina.

### Capitoli 17-39 Rovine, matrimoni e morti
Il signor Sedley cade definitivamente in rovina e Dobbin, sempre segretamente innamorato di Amelia, durante l'asta in cui vengono vendute le proprietà della famiglia, compra il piano di Amelia e glielo fa recapitare: la giovane, commossa, pensa che il generoso pensiero sia di George Osborne, il quale in realtà non si cura quasi più di lei. Dobbin, durante una delle sue frequenti visite di cortesia, trova Amelia sopraffatta dal dolore e non esita a comunicarlo a George, perché si ravveda. In effetti l'amico sembra pentirsi e raggiunge Amelia per chiederle di proseguire il fidanzamento. Dobbin si reca anche dal padre della ragazza, per cercare di convincerlo ad approvare il matrimonio e l'uomo, dopo un iniziale tentennamento, immaginando quanto ci resterebbe male il consuocero Osborne, se ne compiace. Il padre di George difatti si sta adoperando per far sposare il figlio con Miss Swartz, una ricchissima mulatta. Durante una discussione riguardante proprio questo proposito, il signor Osborne e il figlio litigano violentemente: George allora, anche per affrancarsi dall'ingombrante padre, decide di sposare Amelia. Dopo una cerimonia riservata a pochissimi invitati, i due partono in luna di miele.
A Brighton, luogo della luna di miele, gli sposi vengono raggiunti da Joseph Sedley e dai coniugi Crawley e trascorrono momenti felici fino all'arrivo di Dobbin, che annuncia a George l'ordine di partire in Belgio, per via della guerra e la decisione del padre di diseredarlo.
Amelia, nel frattempo, si è accorta della crescente complicità tra il marito e Rebecca, per cui accoglie quasi con sollievo la notizia della imminente partenza a Bruxelles. Rawdon, dietro istigazione di Rebecca, manda una lettera a Miss Crawley, nel tentativo di rientrare nelle grazie della zia, che però si rifiuta di incontrarlo trincerandosi nel suo palazzo. 
A Bruxelles le due giovani coppie e Dobbin si ritrovano, con gran dispiacere di Amelia, che si accorge che il marito è ormai invaghito di Rebecca. L'ultima sera nella città belga, George fa scivolare un bigliettino nel bouquet di Rebecca, con un messaggio d'amore per lei, poco dopo però è avvisato da Dobbin che debbono mettersi in marcia e tutti i suoi sogni si spengono.
George Osborne muore in guerra, senza mai aver visto il figlio che Amelia dà alla luce. Anche Rebecca partorisce, mentre si trova col marito a Parigi. Nel frattempo, a Londra, Pitt Crawley, il fratello di Rawdon, riesce ad entrare nelle simpatie della vecchia zia, che gli lascia l'intero patrimonio.

### Capitoli 40-55 Caduta di una coppia
Rawdon e Becky, sebbene rimasti esclusi dal testamento, fanno buon viso a cattivo gioco e così riescono a tornare in buoni rapporti con Pitt e sua moglie, Lady Jane. Quando il vecchio Sir Crawley muore, si recano in visita a Queen's Crawley nell'antica casa paterna, dove riescono a fare una buona impressione sui parenti, soprattutto grazie alla sagacia di Becky, cosicché tornano a Londra soddisfatti di essere stati riammessi in famiglia. 
Il vecchio Osborne, dopo le resistenze iniziali, decide di conoscere il piccolo George, suo nipote, e resta così commosso dall'incontro da chiedere ad Amelia di lasciare che il ragazzino vada a vivere con lui e la zia. Amelia, temendo di perdere il proprio figlioletto, in un primo tempo si oppone decisamente alla proposta ma il vecchio Sedley, dopo alcune speculazioni fallite, trascina di nuovo la famiglia in pesanti guai finanziari e ciò costringe Amelia a dover accettare a malincuore la proposta del suocero.
Nel frattempo, Rebecca, grazie all'interessamento del Marchese di Steyne, riesce ad entrare nei migliori salotti dell'aristocrazia inglese, con grande invidia e rabbia delle altre dame, che si sentono surclassate da questa donnetta senza un goccio di sangue blu. Anche Rawdon d'altro canto soffre molto per questo, perché la moglie trovandosi perfettamente a proprio agio in quegli ambienti così frivoli, che lui mal sopporta, diventa sempre più distaccata. 
Una sera Rawdon, di ritorno da un ricevimento a casa Steyne, viene prelevato e condotto nella prigione per debitori di Chancery Lane. Il colonnello manda subito una lettera a Rebecca chiedendole di mandare i soldi per liberarlo ma la donna accampa una scusa e rimanda il tutto al giorno dopo. Rawdon allora, furioso, chiede aiuto al fratello e alla cognata. Lady Jane accorre subito e paga i debiti di Rawdon, in modo che quest'ultimo possa tornarsene a casa dove, una volta rientrato, sorprende la moglie in atteggiamento sconveniente con il vecchio Marchese di Steyne. Furibondo, picchia il nobiluomo ed obbliga la moglie a mostrargli dove conserva tutti i gioielli e il denaro che le aveva regalato il vecchio, senza che lui ne sapesse nulla. Poi abbandona la casa. Rawdon vorrebbe sfidare a duello il vecchio Marchese ma proprio quel giorno i giornali riportano la notizia che gli è stato offerto il Governatorato di Coventry Island, quindi decide di accettare il posto per andarsene via dall'Inghilterra e lascia il piccolo Rawdon alle cure della cognata Jane e del fratello Pitt.

### Capitoli 56-67 La storia si chiude
Dopo dieci anni passati lontano da casa, in India, fanno ritorno in patria il maggiore Dobbin e Joseph Sedley. Dobbin si reca subito a visitare Amelia e suo padre, ma si accorge con sgomento che la donna continua ancora a pensare esclusivamente al figlio e al marito defunto, senza prenderlo neanche in considerazione. Il maggiore, comunque, decide di confessarle apertamente i suoi sentimenti ma Amelia ribadisce di voler restare legata per sempre a George e che quindi il loro rapporto non potrà essere altro che di amicizia.
Il vecchio Sedley muore, e ben presto anche il signor Osborne lo segue nella tomba. Amelia, Joseph, il maggiore Dobbin e il giovane George decidono di recarsi in vacanza sul Reno. In una cittadina, Pumpernickel, ritroviamo anche Rebecca, che dopo l'abbandono del marito e l'atteggiamento ostile e di chiusura con cui veniva accolta nei salotti londinesi dopo che lo scandalo della quale era stata protagonista era venuto fuori, si era messa a vagabondare per l'Europa. Una sera, Joseph rincontra Rebecca ad un tavolo da gioco ed accetta di buon grado di andare a trovarla nella pensione dove abita. Una volta sentita la storia di Becky e commosso dalle sue parole, lo dice alla sorella. Dobbin non vuole che Amelia incontri la donna, memore dei suoi intrighi; Emmy però decide 
Amelia si rende ben presto conto dell'errore commesso e decide di spedire una lettera a Dobbin per chiedergli di tornare indietro. Proprio in quel momento, Becky si decide a farle leggere il biglietto che le aveva consegnato George Osborne la sera prima della partenza per la guerra, dove le chiedeva di scappare con lui. Amelia allora si rende conto della vera natura del marito e quando Dobbin torna da lei è pronta a sposarlo. La coppia avrà una figlia, che Dobbin amerà moltissimo, quasi più di Amelia, come pensa la donna stessa. Rebecca intanto ha soggiogato completamente Jos, e sfrutterà in tutti i modi le sue risorse finanziarie, stipulando alla fine un'assicurazione sulla sua vita. Dobbin cercherà di aiutare il fratello di Amelia, consigliandogli di fuggire all'estero per salvarsi, ma questi sparisce e tempo dopo viene trovato morto. Nonostante la famiglia di Amelia cerchi di rientrare nell'eredità, o quello che ne rimane, di Jos Sedley, Rebecca grazie a dei legali riuscirà a farla franca e a vivere finalmente da gran signora, continuando a negare tutte le voci che si sono accumulate sul suo conto. La buona società infine la accoglie, anche se Rebecca non riuscirà mai ad ottenere il titolo di Lady.

## Personaggi

### Rebecca (Becky) Sharp
L'eroina, o più correttamente l'antieroina, è una giovane intelligente, attraente e scaltra. Viene descritta come una donna bionda dagli occhi verdi e molto arguta. Becky sa parlare fluentemente inglese e francese, suonare il piano, sa cantare e recitare, ma è anche amorale e priva di scrupoli. Sembra non riuscire a provare attaccamento verso le persone, badando solo a fare tutto quello che può per migliorare il proprio stile di vita. È molto manipolatrice e, dopo il fallito tentativo di sedurre Jos Sedley, comprendiamo che è insincera con gli altri.
Da bambina Becky non ha mai avuto sicurezza economica e prestigio sociale, e da grande ricercherà queste due cose con tutta se stessa. Tutto quello che fa quindi lo fa per assicurare una maggiore sicurezza e stabilità a sé e poi, una volta sposata, al marito, come per esempio flirtare con il Generale Tufto e il Marchese di Steyne per far promuovere il marito Rawdon Crawley. La condotta di Becky è sempre in realtà estremamente ambigua, perché se da un lato nutre affetto e si sente protetta da Rawdon, dall'altro lo considera poco, perché meno intelligente e furbo di lei. Seduce uomini potenti per farlo promuovere, ma tradisce e ferisce l'onesto marito. Lavora all'ascesa del marito, ma è ovvio che un buon lavoro per Rawdon significa anche benessere e status per lei (non si fa scrupoli, inoltre, di tenere segrete per sé alcune opportunità, come prestiti o gioielli). Questa ambiguità e la sua furbizia le permettono di manovrare la propria storia personale agli occhi delle altre persone, per mantenere la sua rispettabilità (per esempio, facendosi passare per la vittima di un complotto alla fine del romanzo).

### Amelia (Emmy) Sedley
Amelia è l'esatto contrario di Becky: pallida, passiva, e attaccata in modo patologico al marito prima e al figlio poi. La ragazza sposa George Osborne contro il volere del suocero e quando George muore nella battaglia di Waterloo lei alleva il figlio da sola a casa dei genitori. Amelia è completamente soggiogata dal padre, che le ruba i soldi messi da parte dai suoi amici per il sostentamento suo e del figlio investendoli in affari sbagliati, e dalla madre.
Dopo la morte di George Osborne, Amelia è ossessionata dal figlio e dal ricordo del marito scomparso. La ragazza ignora del tutto William Dobbin, che la ama non corrisposto per anni, da quando la vide per la prima volta, e lo tratta con indifferenza fino a quando il capitano, stanco di tutto ciò, se ne va. Dopo che Rebecca le mostra il bigliettino che le aveva dato George, in cui le chiedeva di scappare con lui, Amelia smette di idealizzare il marito e scioglie la barriera emotiva che le impediva di amare William, ed è contenta di aver già scritto al capitano di tornare indietro. I due alla fine si sposano.

### Rawdon Crawley
Rawdon, il più giovane dei due fratelli Crawley, è un ufficiale di cavalleria, il beniamino della vecchia e ricca zia fino a quando non sposa Rebecca Sharp, che appartiene ad un ceto sociale inferiore. Rawdon, dopo il matrimonio, perde la simpatia della zia e non la recupererà mai più, tanto che Miss Crawley alla fine lascia tutti i suoi soldi a Pitt, il fratello, che ha ereditato anche tutto il patrimonio del padre, Sir Pitt Crawley, lasciando così Rawdon quasi in povertà.
Rawdon sa fare bene poche cose nella vita, tra cui duellare e barare a carte, in modo da spillare grosse somme di denaro a giocatori meno esperti. Nonostante tutto questo, però, Rawdon resta indebitato quasi sempre per le folli spese della moglie Becky. L'uomo è talmente soggiogato dalla moglie da lasciarle anche decidere le mosse per migliorare la sua posizione di militare.
Nonostante Rawdon sappia che Becky attira le attenzioni maschili, la crede comunque al di sopra di ogni sospetto di infedeltà, anche se il suo rapporto con il Generale Tufto ed altri uomini potenti genera sospetti.
Dopo aver scoperto la sua tresca con il Marchese, che a seguito della liaison con Becky gli procura un posto di lavoro prestigioso in un lontano paese, Rawdon, disgustato dalla donna, lascia il figlio al fratello Pitt e alla cognata, e accetta il nuovo incarico per lasciare il paese e dimenticare Becky.

### Pitt Crawley
Il fratello maggiore di Rawdon, Pitt, eredita il titolo e la fortuna del padre ed il patrimonio della vecchia zia, Miss Crawley. Sir Pitt è tirchio, bigotto e nutre ambizioni politiche, sebbene nessuno lo apprezzi molto per le sue qualità, anche perché di qualità effettive ne ha ben poche. Pitt non fa niente per aiutare il fratello e la moglie, una volta che i due navigano in cattive acque, sia perché non vuole rischiare di entrare in qualche pantano che potrebbe ostacolare la sua carriera politica, sia perché la moglie Jane odia Rebecca.

### Miss Crawley
L'anziana Miss Crawley è la parente preferita di tutti i suoi nipoti (per via del cospicuo patrimonio in suo possesso da lasciare in eredità). La donna ha una spiccata predilezione per Rawdon, fino a quando quest'ultimo sposa Becky Sharp. Miss Crawley infatti, sebbene ami molto il sarcasmo e l'intelligenza di Becky (e per un periodo la tenga anche in casa sua), non vuole avere scandali in famiglia. Sebbene abbia idee molto liberali, si rivela in ogni caso ipocrita e incapace di accettare l'idea che un membro della sua nobile famiglia sposi qualcuno di rango inferiore. È però forse l'unica che capisce subito il carattere di Becky fino in fondo, il suo essere spregiudicata e intelligente, e sebbene ne sia affascinata, è consapevole della sua pericolosità.

### George Osborne
George Osborne, il padre e le sorelle sono molto amici della famiglia Sedley, fino a quando il padre di Amelia va in bancarotta per speculazioni fallite. Dato che George e Amelia si conoscono fin dall'infanzia ed erano sempre stati promessi sposi, il ragazzo non riesce a rompere il fidanzamento con Emmy e contraddice quindi l'ordine del padre, causandone l'ira. Prima che padre e figlio si possano riconciliare, George viene ucciso durante la battaglia di Waterloo, lasciando Amelia incinta e disperata.
Educato allo speco, vanesio ed egoista, George sperpera i pochi soldi che ha ricevuto dal padre e non fa niente per aiutare Emmy, anzi, dopo averla sposata, comincia subito ad annoiarsi della sua presenza. Comincia allora a flirtare con Rebecca in modo palese e le lascia anche un bigliettino per chiederle di scappare con lui, per poi pentirsene appena prima di partire per la guerra.

### William Dobbin
Il migliore amico di George Osborne, William Dobbin, è alto, goffo e poco attraente. È più grande di George ma i due sono comunque sempre stati amici fin dall'infanzia. William ha sempre difeso l'amico e ha sempre finto di non vedere i suoi difetti, nonostante cerchi sempre di spronarlo a fare la cosa giusta. È lui infatti che lo spinge a sposare Amelia, nonostante anche Dobbin sia innamorato della giovane, perché non sopporta di vederla soffrire. Dopo la morte di George, Dobbin riesce a racimolare una somma per Amelia, grazie all'aiuto di amici ufficiali.
Più tardi, Dobbin fa quel che può per aiutare Amelia e il figlio Georgy e le permette di continuare a vivere nella convinzione che il marito fosse un angelo, precludendosi così la possibilità di avere una storia con lei e comportandosi come un cagnolino ai suoi piedi, sempre pronto ad aiutarla senza mai ricevere un'attestazione di gratitudine. Dopo che lei preferisce credere a Rebecca piuttosto che a lui, Dobbin vede i limiti di Amelia e se ne va, con la convinzione di averla amata incondizionatamente senza che lei fosse all'altezza del suo sentimento. Parte lasciando Amelia per poi tornare indietro una volta ricevuta una lettera da lei. I due si sposano, e hanno una figlia che Dobbin amerà profondamente.

## Opere derivate
Cinema
- Vanity Fair di Charles Kent (1911) con Helen Gardner (Becky Sharp), Rose Tapley (Amelia Sedley)[2][3].
- Vanity Fair di Charles Brabin e Eugene Nowland (1915) con Minnie Maddern Fiske (Becky Sharp) e Helen Fulton (Amelia Sedley)[4][5].
- Vanity Fair di W. Courtney Rowden (1922) con Cosmo Kyrle Bellew (Becky Sharp)[6].
- La fiera delle vanità (Vanity Fair) di Hugo Ballin (1923) con Mabel Ballin (Becky Sharp) e Eleanor Boardman (Amelia Sedley)[7][8].
- Bovary moderna (Vanity Fair) di Chester M. Franklin (1932) - con Myrna Loy (Becky Sharp) e Barbara Kent (Amelia Sedley)[9][10].
- Becky Sharp di Rouben Mamoulian e Lowell Sherman (non accreditato) (1935) - con Miriam Hopkins (Becky Sharp) e Frances Dee (Amelia Sedley)[11][12].
- La fiera della vanità (Vanity Fair) di Mira Nair (2004) - con Reese Witherspoon (Becky Sharp) e Romola Garai (Amelia Sedley)[13][14].

Teatro
Il commediografo statunitense Langdon Mitchell nel 1899 scrisse Becky Sharp, un lavoro teatrale in quattro atti tratto dal romanzo di Thackeray. A Broadway, la commedia venne data in prima il 12 settembre 1899 al Fifth Avenue Theatre, interpretata da Mrs. Fiske, Tyrone Power, Sr. e Maurice Barrymore.

## Edizioni
- La fiera della vanità. Romanzo senza eroe, traduzione di Assunta Kerbaker, prefazione di M. Kerbaker, Milano, Treves, 1911. ; Sonzogno, Milano, 1941.
- La fiera della vanità (2 voll.), traduzione di Fluffy Mella Mazzucato, Milano, Istituto Editoriale Italiano, 1947.
- La fiera delle vanità. Romanzo senza eroe, traduzione di Anna Banti, prefazione e note di Henry Furst, Milano, Longanesi, 1948. ; Armando Curcio Editore, 1978; Introduzione di Riccardo Reim, Newton Compton, Roma, 2004, ISBN 9788854102767
- La fiera delle vanità (2 voll.), Introduzione e trad. a cura di Augusta Grosso Guidetti, Collana I Grandi Scrittori Stranieri nn.138-139, Torino, UTET, 1950.
- La fiera della vanità. Romanzo senza protagonista (2 voll.), traduzione di Bruno Tasso, BUR, Milano, Rizzoli, 1954.
- La fiera della vanità. Romanzo senza eroe, Prefazione di Mario Praz, trad. Jole Pinna Pintor, Collana i millenni, Torino, Einaudi, 1967.
- La fiera della vanità. Un romanzo senza eroe, traduzione di e note di M. Machin, Introduzione di Luigi Giovannini, Roma, Edizioni Paoline, 1970.
- La fiera della vanità (2 voll.), Introduzione di S. Sabbadini, trad. R. Mainardi, Collana I Grandi Libri, Milano, Garzanti, 1980.
- La fiera delle vanità, trad. it. M. Ricci Miglietta, Milano, Frassinelli, 1996
- La Fiera della Vanità, Introduzione di Carlo Pagetti, trad. Laura Melosi edizione=Collana La Biblioteca di Repubblica.Ottocento, Roma, Gruppo Espresso-La Repubblica, 2004.
- La fiera delle vanità, con un saggio di Anthony Trollope, trad. M. Ricci Miglietta, Collana Oscar Classici n.638, Milano, Mondadori, 2009, ISBN 978-88-04-59226-6.